# Otto von Rechberg

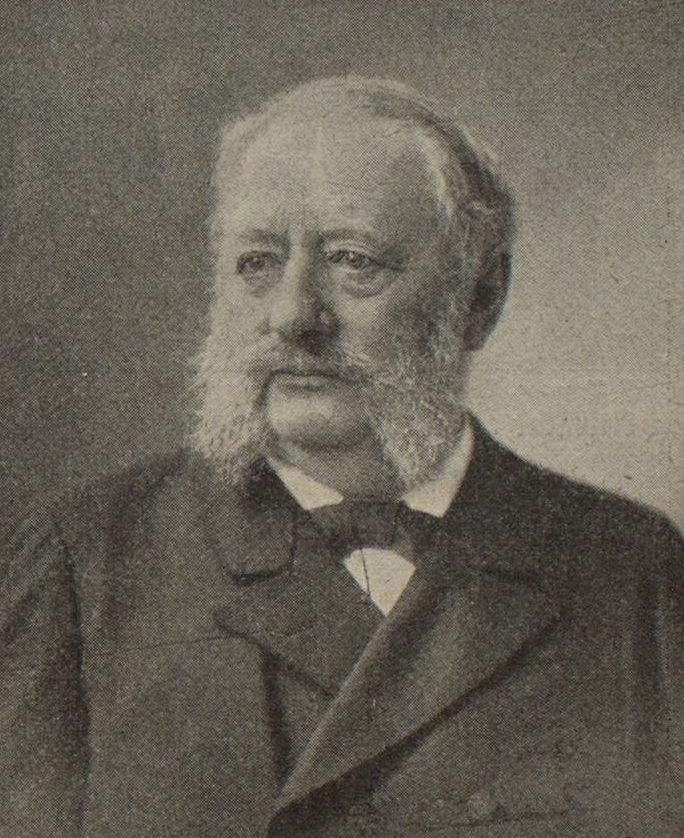
Otto von Rechberg, um 1918

Graf Otto Ulrich Aloys Bernhard von Rechberg und Rothenlöwen zu Hohenrechberg (* 23. August 1833 auf Schloss Donzdorf; † 20. März 1918 ebenda) war ein Standesherr der Königreiche Bayern und Württemberg und von 1899 bis 1910 Präsident der württembergischen Kammer der Standesherren. Er entstammte dem alten schwäbischen Adelsgeschlecht der Grafen von Rechberg. 

## Leben und Wirken
Otto war der Sohn von Graf Albert von Rechberg und Rothenlöwen (* 1803; † 1885) und der Gräfin Walpurga (* 1809; † 1903) und hatte noch sechs Schwestern. Otto studierte von 1853 bis 1857 zunächst an der Ludwig-Maximilians-Universität München Jura und wechselte später an die Universitäten in Bonn und Göttingen. 1856 wurde er Mitglied des Corps Borussia Bonn. Von 1857 bis 1858 war er als Rechtspraktikant am Landgericht Immenstadt tätig. Dem schlossen sich von 1858 bis 1860 Studien der Land- und Forstwirtschaft an der Akademie in Hohenheim an. Er unternahm Reisen nach England, Frankreich und Österreich, ehe er seinen Vater bei der Verwaltung der Familiengüter unterstützte. Von 1865 bis 1866 und seit 1871 trat er als Stellvertreter seines Vaters in der württembergischen Kammer der Standesherren auf. Nach dessen Tod war er von 1885 bis zu seinem eigenen Tode 1918 erblich ernanntes Mitglied in dieser Ersten Kammer der württembergischen Landstände. Von 1899 bis 1910 war er Präsident der Ersten Kammer. Von 1865 bis 1918 war Graf Otto auch Mitglied der Kammer der Reichsräte der Krone Bayerns. Graf Otto zählte zu den politisch aktivsten adeligen Mitgliedern der Ersten Kammer. Er dachte und handelte großdeutsch und war ein früher Anhänger des Zentrums. Seine Kandidaturen für das Zollparlament 1868 und den Reichstag 1871 scheiterten. 1906 befürwortete er abweichend von der Haltung des Zentrums eine Verständigung in den Belangen zur württembergischen Verfassungsreform.
Graf Otto war neben seiner politischen Arbeit in Verbänden aktiv, wie etwa als Mitglied des Landwirtschaftsrates in Berlin und als Gründungs- und Vorstandsmitglied der Deutschen Landwirtschaftlichen Gesellschaft. Von 1895 bis 1907 war er Gründungsmitglied und Präsident des württembergischen Pferdezuchtvereins.
Graf Otto gehörte der römisch-katholischen Kirche an und war ständiges Mitglied der Generalversammlung der deutschen Katholiken. Im Oktober 1890 war er Präsident des Katholikentags in Ulm und im September 1892 des Katholikentags in Gmünd. 1891 war Graf Otto Präsident des Deutschen Katholikentags in Danzig.
Seine Nichte war die Schriftstellerin und Klosterstifterin Julie von Quadt-Wykradt-Isny (1859–1925).

## Ehrungen und Auszeichnungen
- 1870: Großkreuz des Friedrichs-Ordens
- 1896: Großkreuz des Ordens der Württembergischen Krone
- 1904: Großkreuz des päpstlichen Gregoriusordens
- Kapitulargroßkomtur des königlich bayerischen Georgsordens
- Große Max-Eyth-Medaille der Deutschen Landwirtschaftsgesellschaft

## Ehe und Nachkommen
Graf Otto war zweimal verheiratet. Am 19. April 1865 heiratete er in Regensburg seine erste Gemahlin Amalie Prinzessin von Thurn und Taxis (* 12. Mai 1844 in Donaustauf; † 12. Februar 1867 in Montreux). Diese Ehe blieb kinderlos. Am 2. August 1870 führte Otto in Kupferzell seine zweite Frau Therese Prinzessin zu Hohenlohe-Schillingsfürst (* 6. Juli 1851 in Kupferzell; † 12. Oktober 1923 in Göppingen) zum Traualtar. Bis zum Tode seines Vaters lebte er mit seiner Familie in Schloss Weißenstein, seit 1885 in Schloss Donzdorf.
Aus Ottos zweiter Ehe (mit Therese) gingen 11 Kinder hervor:
- Marie Therese Walpurga Friederike Amalie  (* 19. Dezember 1872 in Stuttgart; † 25. Mai 1957 in Kellenried)
- Therese (* 4. Juni 1874 in Weißenstein; † 14. Februar 1895)
- Katharina Marie Pauline (* 16. August 1875 in Weißenstein; † 23. Juni 1955 in Achstetten); verheiratet seit 1904 mit Graf Karl Pius Reuttner von Weyl (* 1872; † 1959)
- Elisabeth (* 29. Januar 1877 in Weißenstein; nach 10 Tagen verstorben)
- Elisabeth (* 7. August 1878 in Weißenstein; † 5. November 1892 in Riedenburg)
- Franziska (* 2. April 1880 in Donzdorf; † 12. Oktober 1970 ebenda); verheiratet seit 1905 mit Freiherr Max von Fürstenberg (* 1866; † 1925)
- Gabriele Sarah Ernestine Marie (* 14. November 1883 in Weißenstein; † 2. Oktober 1966 in München)
- Joseph Bernhard Nikolaus Albert (* 22. Oktober 1885 in Weißenstein; † 30. Mai 1967 in Donzdorf)
- Albert Adolf Karl Josef Bernhard  (* 3. April 1887 in Donzdorf; † 28. Oktober 1983  in München); seit 1910 verheiratet mit Freiin Theresia von Schorlemer
- Walburga Maria Margarete (* 20. Dezember 1888 in Donzdorf; † 26. April 1973  in Allmendingen); seit 1910 verheiratet mit Freiherr Hans Christoph von Freyberg-Eisenberg-Allmendingen (* 1874; † 1930)
- Otto Ernst Bernhard  (* 16. August 1892 in Donzdorf; † 5. Juli 1971 in Lausanne)